# FK Taraz
FK Taraz (kazašsky Тараз футбол клубы) je kazašský fotbalový klub z města Taraz, který byl založen v roce 1960. Svá domácí utkání hraje na Centrálním stadionu s kapacitou 12 525 míst.

## Úspěchy
- 1× vítěz Premjer Ligasy (1996)[2]
- 1× vítěz kazašského fotbalového poháru (2004)[3]

## Historické názvy
- Metallist Taraz (1961-1966)
- Voschod Taraz (1967-1968)
- Energetik Taraz (1968-1970)
- Alatau Taraz (1971-1974)
- Chimik Taraz (1975-1991)
- Fosfor Taraz (1991-1993)
- FK Taraz (1993-...)